# Dąbrowa (powiat opoczyński)
Dąbrowa – wieś w Polsce położona w województwie łódzkim, w powiecie opoczyńskim, w gminie Sławno. 
W latach 1975–1998 miejscowość należała administracyjnie do województwa piotrkowskiego.
Przez miejscowość przepływa rzeczka Opocznianka, lewobrzeżny dopływ Wąglanki. Rzeczka w górnym biegu znana jest pod nazwą Młynek.